# المكتبة الأسقفية بتونس
المكتبة الأسقفية بتونس أو مكتبة العلوم الدينية بتونس (بالفرنسية: Bibliothèque diocésaine de Tunis)‏ هي مكتبة تونسية تقع في تونس العاصمة. ترجع ملكيتها لأبرشية تونس وهي مختصة في العلوم الدينية. هدفها خدمة حوار الأديان السماوية ومختلف الثقافات.

## المكان
تقع المكتبة في نهج سيدي صابر في قلب مدينة تونس العتيقة، وتوجد في الطابق الأرضي لمدرسة القديس جوزيف الكاثوليكية الخاصة السابقة  التابعة لمؤسسة أخوات القديس جوزيف الظهور (Sœurs de Saint-Joseph de l'Apparition).

## التاريخ
بعد إغلاق مدرسة الأخوات في 1999، قدم رئيس أساقفة تونس فؤاد طوال للأب فرانسيسكو دونايري (من جمعية الآباء البيض) مشروع إنشاء مكتبة أسقفية للعلوم الدينية. بعد أشغال لإعادة تنظيمها، فتحت المكتبة في يناير 2001. الوضع الحالي لها يرجع لسنة 2003.

## المحتوى

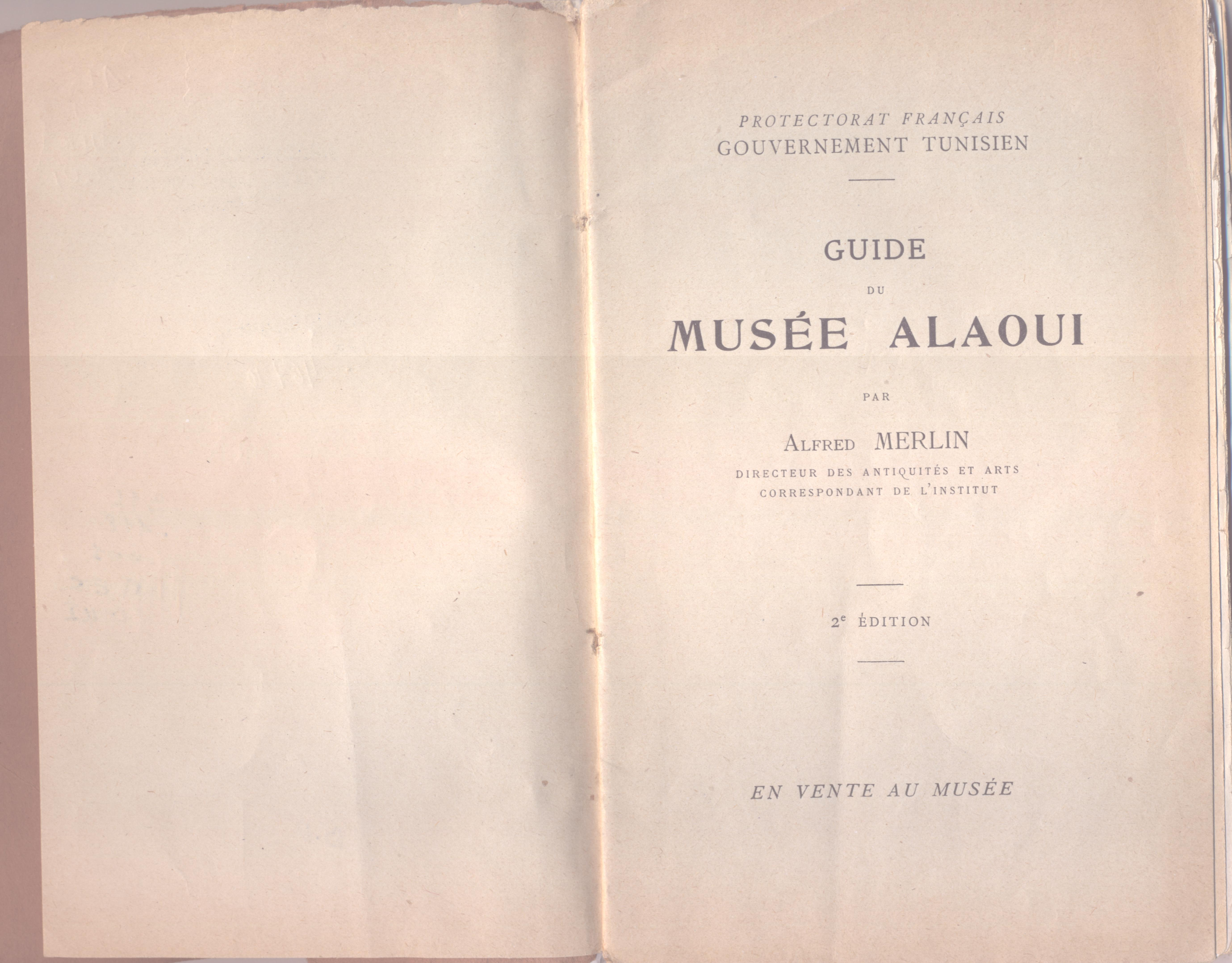
صفحة العنوان لكتاب دليل المتحف العلوي (Guide du musée Alaoui) والذي نشره ألفريد مرلان في 1915.

تحتوى المكتبة الأسقفية بتونس على ما يتجاوز 000 50 مجلد عن ثقافة التونسية والعلوم الاجتماعية والعلوم الدينية، وذلك من التاريخ القديم إلى اليوم. وتضم العديد من المجلات المتوقفة وهي في نفس الوقت مشتركة مع العديد من المجلات الحالية.

المحتوى الأصلي للمكتبة متأتي من مدرسة التعليم العالي المسيحية بتونس السابقة (أغلقت في 1964، وقدمت للدولة لتحل محلها المدرسة الوطنية للإدارة) ومن إرث مكتبة خاصة لقس مسيحي درَّس لمدة طويلة في مدينة تونس، وهو رئيس الكنيسة جان ماري غييمو (Jean-Marie Guillemaud). تواصل المكتبة تخصصها في العلوم الدينية وتواصل استقبالها لكتب في هذا المجال.

هذا المحتوى هو متعدد اللغات: يوجد العديد من الكتب بالعربية وعدة لغات أوروبية معاصرة ولغات قديمة أخرى مثل الإغريقية واللاتينية والعبرية، وتتمحور مواضيعها أساسا حول الديانات التوحيدية (يهودية، مسيحية، إسلام) ولكن أيضا الديانات التقليدية الأفريقية والديانات الشرقية.

توجد أيضا مجموعة من الأدب الكلاسيكي الفرنسي.

## الجمعيات والشراكة والتعاون
الجمعية الفرنسية (شراكة بين الثقافات المتوسطية) والواقعة في مدينة أورياك (إقليم كانتال) هدفها دعم المكتبة الأسقفية بتونس. 

الجمعية التونسية قرطاجينة تتعاون بانتظام مع المكتبة لتنظيم أنشطة اجتماعية وثقافية مختلفة.

المكتبة لها تواصل دائم مع مركز دراسات قرطاج ومعهد الآداب العربية بتونس.

## النشاطات

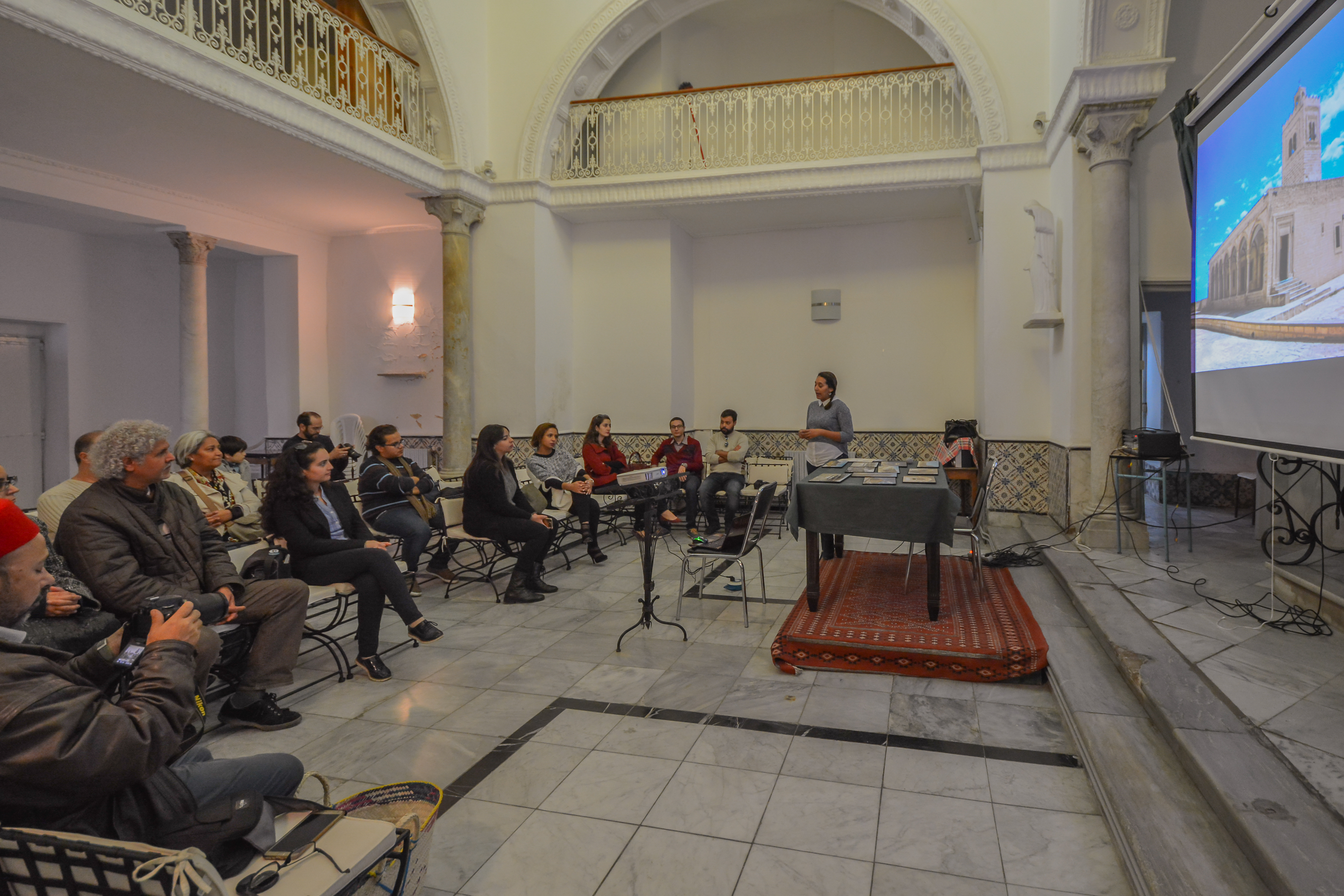
قاعة مصلى قديمة في المكتبة وهي تستقبل حفلة توزيع جوائز الويكي تهوى المعالم بتونس في 2016.

إلى جانب إدارة محتواها والخدمات المقدمة للقراء والباحثين، تنظم المكتبة عدة مؤتمرات ومحاضرات حول قضايا محددة، مثل الجذور متعددة الثقافات لتونس. 

تستقبل أيضا عدة أحداث فردية أو دورية، مثل اجتماعات مؤسسة ويكيميديا وأحد مشاريع GLAM.